# Kumpiak
Kumpiak (Kump, Kumpjak) – rodzaj surowej, solonej, podsuszonej szynki wytwarzanej z całych udźców wieprzowych, pokryta tłuszczem i skórą, wraz z nogą. Tradycja wyrobu Kumpiaka wywodzi się z terenów Podlasia. Słowo kumpiak pochodzi z Litwy - wyraz: "kumpis" znaczy po prostu "szynka"
Kumpiak podlaski znajduje się na liście produktów tradycyjnych Ministerstwa Rolnictwa i Rozwoju Wsi.